# Gare du Bosquet
Gare du Bosquet vasútállomás Franciaországban, Cannes településen.

## Vasútvonalak
Az állomást az alábbi vasútvonalak érintik:
- Cannes-la-Bocca–Grasse-vasútvonal

## Kapcsolódó állomások
A vasútállomáshoz az alábbi állomások vannak a legközelebb:
- Gare de Cannes
- Gare de La Frayère